# Andreas Georgiou (Statistiker)

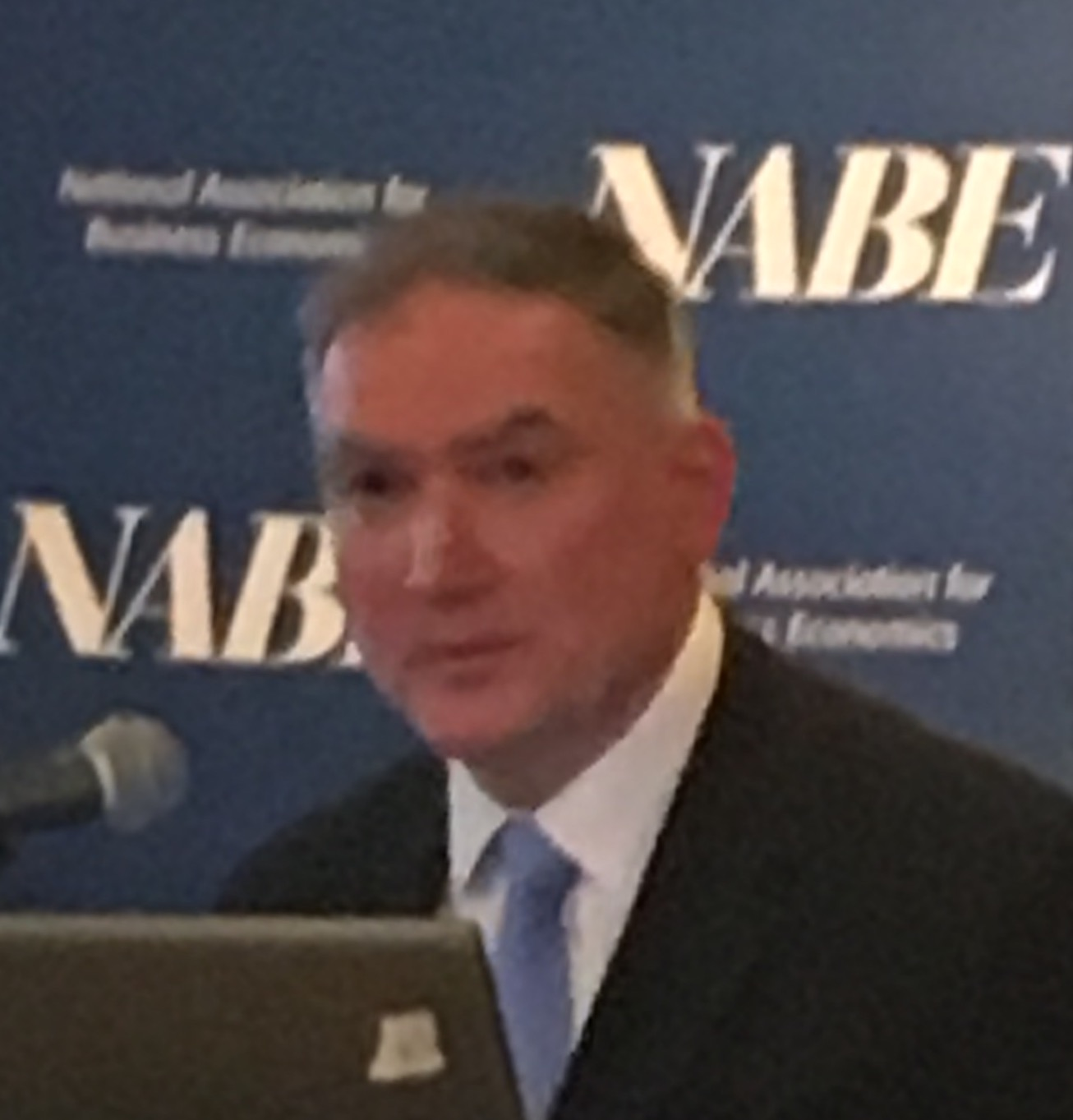
Andreas Georgiou

Andreas Georgiou (griechisch Ανδρέας Γεωργίου, * 1960 in Patras) ist ein griechischer Wirtschaftswissenschaftler. Er wurde am 2. August 2010 Präsident der griechischen Statistikbehörde ELSTAT. Am 2. August 2015 legte er sein Amt überraschend mit sofortiger Wirkung nieder.
Im Juli 2016 entschied der Areopag (oberstes Gericht der Zivil- und Strafgerichtsbarkeit in Griechenland), Georgiou müsse sich wegen Verletzung des „nationalen Interesses“ verantworten. Im Juni 2018 wurde er vom Areopag zu zwei Jahren Haft, ausgesetzt auf Bewährung, verurteilt. 
Gegen das Urteil ist keine Berufung möglich; der Fall Georgiou könnte noch den Europäischen Gerichtshof für Menschenrechte (EGMR) beschäftigten.

## Biografie
Georgiou absolvierte das Athens College und studierte am Amherst College in USA bis zum Bachelor-Abschluss. An der University of Michigan promovierte er in Wirtschaftswissenschaft mit dem Hauptfach Geldtheorie und Internationale Handels- und Finanzbeziehungen.
Von 1989 bis Juli 2010 war er beim Internationalen Währungsfonds (IWF) tätig. Er leitete Missionen für die Vorbereitung, Verhandlung und Überwachung von IWF-Programmen in zahlreichen Ländern. Von März 2004 bis Juli 2010 war er stellvertretender Leiter der Statistikabteilung des IWF.
Er lehrte Wirtschaftswissenschaft an der University of Michigan und als Gastprofessor an der Wirtschaftsuniversität Bratislava (Bratislava, Slowakei).

## Präsident der ELSTAT und Zeit danach
Am 29. Juni 2010 wurde Georgiou vom griechischen Parlament zum Präsidenten der neuen unabhängigen griechischen Statistikbehörde (ELSTAT) ernannt. Hintergrund der Auflösung des bisherigen Statistikamtes ESYE und der Neugründung der ELSTAT war, dass eine Analyse durch Eurostat das Bild einer regelrechten Fälscherwerkstatt ergeben hatte, die die Höhe des griechischen Staatsdefizits verschleiert und zahlreiche EU-Regeln ignoriert hatte. Die EU-Kommission urteilte in einem Bericht, das griechische Statistikamt ESYE liefere keine zuverlässigen Daten, da es am Gängelband der Politik sei. Solange diese Schwäche nicht behoben sei, bleibe die Zuverlässigkeit der Daten fragwürdig. 
Georgiou korrigierte nach seinem Amtsantritt im August 2010 das Etatdefizit für 2009 auf 15,4 Prozent. Zuvor war dieses mit 3,9 Prozent angegeben worden.
Georgiou, der für die Tätigkeit in seiner Heimat seinen gutbezahlten Posten beim IWF aufgegeben hatte und erworbene Pensionsansprüche verfallen ließ, arbeitete hart an der Reform der griechischen Statistikbehörde. Er stieß bei dem Vorhaben, die Glaubwürdigkeit der griechischen Statistik durch realistische Daten wiederherzustellen, von Anfang an auf Widerstände in der ELSTAT. Das Leitungsgremium wurde nach heftigen Auseinandersetzungen weitgehend neu besetzt.  Vorwürfe einer ausgeschiedenen Mitarbeiterin, Georgiou habe nach Vorgaben der EU und des IWF das griechische Staatsdefizit übermäßig hoch dargestellt, führten zu staatsanwaltlichen Ermittlungen und belebten in Griechenland kursierende Verschwörungstheorien, die EU – insbesondere die deutsche Regierung – und der IWF hätten die griechische Finanzkrise bewusst herbeigeführt, um das Land ihrem Austeritätsdiktat zu unterwerfen. Im Februar 2013 erhob die Staatsanwaltschaft Anklage gegen Georgiou wegen Untreue.
Im März 2015 – die von 2012 bis Januar 2015 regierende ND-PASOK-Koalitionsregierung unter Andonis Samaras war inzwischen abgewählt und von der Regierung Tsipras abgelöst worden – wurde Georgiou erneut verhört. Georgiou gab 2015 von der heftigen Kritik in Griechenland entnervt seinen Chefposten bei der Statistikbehörde auf und ging wieder in die USA, wo er eine kleine Gastprofessur hatte, ansonsten aber arbeitslos war.
Weil Georgiou die damaligen Statistiken seiner Behörde öffentlich „betrügerisch“ genannt hatte, wurde er im März 2017 von einem Berufungsgericht zu 12 Monaten Haft verurteilt. Seine Aussage sei ehrabschneidend gewesen.
Die Strafverfolgung von Georgiou wurde in den Medien teilweise kritisch kommentiert.
Im November 2017 verurteilte ein Gericht in Athen Georgiou: er habe zwar nichts Unwahres gesagt, hätte aber die Aussagen nicht per Pressemitteilung verbreiten dürfen. Georgiou hatte 2014 in einer Pressemitteilung gefragt, warum er angeklagt werde für korrekte Statistiken, während gegen jene, die für falsche Daten über die griechischen Haushaltsdefizite bis 2009 verantwortlich sind, nicht ermittelt werde. Das Gericht meinte, ein früherer Abteilungsleiter des Statistikamtes habe dadurch „einfache üble Nachrede“ erlitten; es verurteilte Georgiou zu 10.000 Euro Schadenersatz. Georgiou kündigte an, in die Berufung zu gehen. Im Juni 2018 wurde er nach mehreren eingelegten Widersprüchen schließlich durch das oberste Gericht Griechenlands in letzter Instanz zu zwei Jahren Haft auf Bewährung verurteilt. Das International Statistical Institute bezeichnete das Urteil als „zerstörerisch“ für die Glaubwürdigkeit Griechenlands.

## Internationale Unterstützung für Georgiou
Die American Statistical Association hat im Jahr 2018 brieflich die Strafverfolgung verurteilt und die griechische Obrigkeit aufgerufen, die Strafverfolgung gegen Georgiou und andere Elstat-Funktionäre zu stoppen. Der Brief wurde auch von neun Wirtschaftsnobelpreisträgern und vierzig Statistikorganisationen unterzeichnet. Es gab im Jahr 2018 ähnliche Aufrufe und Stellungnahmen der International Association for Official Statistics, des International Statistical Institute, der Royal Statistical Society und von 80 ehemaligen Leitern nationaler und internationaler Statistikbehörden.
In den Jahren 2019 bis 2021 gab es gemeinsame Aufrufe und Briefe des International Statistical Institute und der International Association for Official Statistics an griechische Behörden und Minister mit der Aufforderung, die Verfolgung von Georgiou einzustellen. Im Jahr 2021 erneuerte die American Statistical Association ihren Aufruf.
Im Jahr 2022 veröffentlichte das International Statistical Institute eine Aufforderung, die weitere Verfolgung von Georgiou einzustellen.